# Єжи Урбан
Єжи Урбан (пол. Jerzy Urban), уродж. Єжи Урбах (пол. Jerzy Urbach; 3 серпня 1933 — 3 жовтня 2022) — польський журналіст, коментатор, письменник і політик, найбільш відомий як засновник і головний редактор щотижневого журналу «Нє». З 1981 по 1989 рік він був прессекретарем комуністичного уряду Польської Народної Республіки, а в 1989 році — головою Польського комітету радіо і телебачення.
Затятий антиклерикал і прокомуніст протягом усього життя, він часто опинявся в центрі численних суперечок через свої нефільтровані коментарі та укорінені політичні погляди, що призводили до підтримки комуністичного режиму.

## Життєпис

### Раннє життя
Урбан народився в асимільованій єврейській родині в Лодзі. Його батько, Ян Урбах, був активістом Польської соціалістичної партії та Загального єврейського робітничого блоку в Польщі. У 1939 році вони переїхали до Львова. Після початку Другої світової війни та німецько-радянської окупації Польщі радянський чиновник переплутав дві останні літери прізвища родини та неправильно записав його як «Урбан». Пізніше його батьки утрималися від повернення до оригінального написання, що, можливо, врятувало їм життя, коли Німеччина захопила Львів у 1941 році.
Як повідомляється, Урбан відвідував 17 різних початкових і середніх шкіл. Іспити за атестат зрілості він склав екстерном. Навчався на двох факультетах Варшавського університету, але був виключений з обох.

### Кар'єра
Розпочав свою журналістську кар'єру в журналі «Нова Вісь». У 1955-1957 роках був журналістом — репортером і коментатором — тижневика «Поступу», який почав виходити під час реабілітації Владислава Гомулки, який став лідером комуністичної партії. Однак газета була закрита за особистою ініціативою Ґомулки, що символізувало кінець «відлиги», яка почалася за часів Ґомулки. Газета була закрита головним чином через гострі, безкомпромісні статті Урбана. Самому Урбану було офіційно заборонено публікуватися під власним ім'ям. З 1961 року він працював у тижневику «Політика», продовжуючи публікувати свої статті під псевдонімами. Зрештою, йому було повністю заборонено займатися будь-якою журналістською діяльністю. Ця заборона тривала до тих пір, поки Ґомулка не втратив владу як лідер партії.
Незважаючи на критичне ставлення до правління Едварда Ґерека, він був противником руху «Солідарність» у 1980 році та часто критикував його лідерів (у тому числі Леха Валенсу). У 1981-1989 роках був прессекретарем і речником Ради міністрів та комуністичного уряду. Започаткував традицію щотижневих пресконференцій, які транслювало польське телебачення і на яких були присутні як польські, так і іноземні журналісти. У вересні 1984 року, за місяць до смерті ксьондза Єжи Попелушка, написав колонку «Сеанс ненависті»; він критикував ксьондза як антикомуністичного савонаролу.
У 1986 році Урбан придумав історію в ЗМІ про те, що Сполучені Штати зрадили рух «Солідарність». Він зустрівся з репортером «Washington Post» і розповів йому, що польський шпигун ЦРУ, якого пізніше ідентифікували як Ришарда Куклінського, знав про план запровадження воєнного стану в 1981 році і передав цю інформацію американському уряду. «Адміністрація США могла б публічно розкрити ці плани перед світом і попередити „Солідарність“, — сказав Урбан, — якби вона це зробила, запровадження воєнного стану було б неможливим». На пресконференції Урбан стверджував, що «Вашингтон ... не попередив своїх союзників. Він не похвалився своєю агентурою, як це зазвичай буває». За словами Урбана, адміністрація Рейгана «збрехала власному народу і своїм друзям у Польщі», коли заперечувала, що їй було відомо про воєнний стан.
Урбан балотувався як незалежний кандидат на напіввільних виборах 1989 року (він ніколи не був членом Польської об'єднаної робітничої партії). Він зазнав нищівної поразки та відтоді відмовився від спроб брати активну участь у політиці.
У 1990 році заснував антиклерикальну політично-сатиричну газету «Нє», яка часто використовує ненормативну лексику і згодом був її головним редактором.

### Судова справа
У 2002 році Урбан був звинувачений в образі глави держави Ватикан, Папи Римського Івана Павла II, через публікацію в газеті «Нє» статті «Мандрівне садомазо»; стаття була опублікована напередодні паломництва Папи до Польщі. Серед нібито образливих термінів, використаних Урбаном, були «старий божок», «зів'ялий старий» і «Брежнєв Ватикану».
Молодіжний форум політичної партії ПіС та Рада з питань етики ЗМІ подали на нього до суду. У суді Маґдалена Баєр, голова Ради з етики ЗМІ, засвідчила як свідок, що Урбан «жорстоко висміяв страждання людини, яка була главою держави». Судовий розгляд був визнаний прецедентом. Урбан не визнав себе винним. Під час процесу він заявив: «Дивитися на папський культ очима атеїста так само законно, як і на екстаз вірян».
На захист Урбана виступив Міжнародний інститут преси у Відні, який висловив свою стурбованість тим, що судовий процес проти Урбана є формою цензури, а також «Репортери без кордонів», які заявили: «Ми чудово розуміємо, що критика Івана Павла II є абсолютним табу в Польщі, але це не повинно заважати владі захищати правові принципи, пов'язані зі свободою преси в Європі (особливо статтю 10 Європейської конвенції з прав людини, що стосується свободи слова)».
Своєю чергою, фахівець з церковного права, священник, професор Флоріан Лемпа заявив, що дії Урбана не підпадають під визначення злочину, оскільки глава держави перебуває під захистом тільки тоді, коли він присутній на польській території, а стаття була опублікована до приїзду Папи до Польщі. Крім того, Урбан «мав право на свою думку», а «сатира є допустимою». Він додав, що стаття була спрямована проти людей, які намагаються нажитися на Папі, а не проти нього особисто.
Прокурор попросив винести вирок у вигляді десяти місяців позбавлення волі з відстрочкою на три роки та штрафу в розмірі 20 тис. злотих (близько 5 тис. євро). 5 січня 2005 року суд визнав Урбана винним і оштрафував його на 20 000 злотих. Суд стверджував: «Єжи Урбан навмисно спричинив скандал, опублікувавши статтю про Івана Павла II в момент, коли Папа приїхав до Польщі». На думку суду, публікація була свідомим, тактичним кроком, а також виваженою провокацією з боку Урбана, оскільки в іншому випадку вона не викликала б такої бурхливої (народної) реакції та обурення. Суд підкреслив, що дозволена критика не обов'язково повинна бути приємною, але вона не може бути образливою.
Після вироку суду Урбан заявив, що вирок свідчить про «клерикалізацію правосуддя». Він додав, що не очікує багато чого від апеляційного процесу, але в разі необхідності звернеться до Європейського суду з прав людини.

### Смерть
Єжи Урбан помер у Констанцині-Єзьорній 3 жовтня 2022 року у віці 89 років. Похований на Повонзькому військовому кладовищі у Варшаві 11 жовтня 2022 року. Попри смерть, він залишається головним редактором журналу «Нє».

## Особисте життя та політична позиція
Урбан був одружений тричі, мав одну доньку. Він називав себе атеїстом і часто критикував організовану релігію, особливо католицьку церкву в Польщі.
Він був переконаним комуністом протягом усього свого життя; він описував рух «Солідарність» як «найгірше, що траплялося з Польщею» і зберігав цю позицію навіть після «осені народів».

## Нагороди
- Офіцерський хрест Ордена Відродження Польщі[18]
- Золотий Хрест Заслуги[18]
- Орден Трудового Червоного Прапора другого ступеня[18]
- Орден Кирила і Мефодія (Болгарія)[18]